# Linnaemya variegata
Linnaemya variegata là một loài ruồi trong họ Tachinidae.